# Cyberflic
Pour plus de détails, voir Fiche technique et Distribution.
Cyberflic (Potenza virtuale) est un film italien réalisé par Antonio Margheriti, sorti en 1997, également nommé Virtual Weapon.

## Synopsis
Un policier de Miami à la retraite (Hagler) est obligé de prendre en filature un réseau de terroristes après que son ancien partenaire est mort dans le devoir. Bill revient alors sur terre en forme virtuelle pour compléter sa mission finale et protéger son loyal partenaire.

## Fiche technique
- Titre français : Cyberflic (ou Virtual Weapon)
- Titre original : Potenza virtuale
- Réalisation : Antonio Margheriti (crédité Anthony M. Dawson)
- Scénario : Bruno Corbucci, Ferdie Pacheco et Jess Hill
- Photographie : Carlo Tafani
- Montage : Eugenio Alabiso
- Musique : La Bionda
- Pays d'origine :  Italie
- Genre : Comédie, action, policier, science-fiction
- Durée : 90 minutes
- Dates de sortie : 
  - États-Unis : 25 août 1997
  - France : Diffusion directement à la télévision

## Distribution
- Terence Hill (VF : Dominique Paturel) : Bill Skims
- Marvelous Marvin Hagler : Mike
- Giselle Blondet : Chelo
- Jennifer Martinez : Lily
- Tommy Lane : Shepard
- Richard Liberty : capitaine Holmes
- Jay Amor : un policier
- Ted Bartsch
- Juan Bofill
- Libby Brien